# Oleh Doroshchuk
Oleh Jevhenijovyč Doroščuk (in ucraino Олег Євгенійович Дорощук?; Kropyvnyc'kyj, 4 luglio 2001) è un altista ucraino, medaglia di bronzo ai campionati europei nel salto in alto nel 2024 e medaglia d'oro agli europei indoor l'anno successivo.

## Progressione

### Salto in alto
| Stagione | Misura | Luogo         | Data      | Rank. Mond. |
| -------- | ------ | ------------- | --------- | ----------- |
| 2023     | 2,28 m | Budapest      | 20-8-2023 |             |
| 2022     | 2,17 m | Rovereto      | 30-8-2022 |             |
| 2021     | 2,23 m | Luc'k         | 19-6-2021 |             |
| 2020     | 2,23 m | Luc'k         | 30-8-2020 |             |
| 2019     | 2,19 m | Kropyvnyc'kyj | 22-6-2019 |             |
| 2018     | 2,15 m | Luc'k         | 15-6-2018 |             |
| 2017     | 1,90 m | Kropyvnyc'kyj | 19-6-2017 |             |

### Salto in alto indoor
| Stagione | Misura | Luogo    | Data      | Rank. Mond. |
| -------- | ------ | -------- | --------- | ----------- |
| 2021/22  | 2,26 m | Kiev     | 12-2-2022 |             |
| 2020/21  | 2,28 m | Sumy     | 11-2-2021 |             |
| 2019/20  | 2,25 m | Sumy     | 4-2-2020  |             |
| 2018/19  | 2,18 m | Istanbul | 10-2-2019 |             |
| 2017/18  | 2,05 m | Leopoli  | 17-2-2018 |             |

## Palmarès
| Anno | Manifestazione      | Sede         | Evento        | Risultato | Prestazione | Note                          |
| ---- | ------------------- | ------------ | ------------- | --------- | ----------- | ----------------------------- |
| 2018 | Europei U18         | Gyor         | Salto in alto | Argento   | 2,13 m      |                               |
| 2018 | Olimpiadi giovanili | Buenos Aires | Salto in alto | Bronzo    | 4,23 m      | [ 1 ]                         |
| 2019 | Europei U20         | Borås        | Salto in alto | Argento   | 2,14 m      |                               |
| 2021 | Europei indoor      | Toruń        | Salto in alto | 9º (q)    | 2,16 m      |                               |
| 2021 | Europei U23         | Tampere      | Salto in alto | 5º        | 2,14 m      | [ 2 ]                         |
| 2022 | Mondiali            | Eugene       | Salto in alto | 15º (q)   | 2,25 m      | [ 3 ]                         |
| 2022 | Europei             | Monaco       | Salto in alto | 4º        | 2,23 m      |                               |
| 2023 | Europei U23         | Espoo        | Salto in alto | Argento   | 2,19 m      |                               |
| 2023 | Mondiali            | Budapest     | Salto in alto | 13º       | 2,20 m      | [ 4 ] [ 5 ] [ 6 ]             |
| 2024 | Mondiali indoor     | Glasgow      | Salto in alto | 4º        | 2,24 m      |                               |
| 2024 | Europei             | Roma         | Salto in alto | Bronzo    | 2,26 m      |                               |
| 2024 | Giochi olimpici     | Parigi       | Salto in alto | 6º        | 2,31 m      | Miglior prestazione personale |
| 2025 | Europei indoor      | Apeldoorn    | Salto in alto | Oro       | 2,34 m      | Miglior prestazione personale |
| 2025 | Mondiali indoor     | Nanchino     | Salto in alto | 5º        | 2,28 m      |                               |

## Campionati nazionali
- 1 volta campione nazionale ucraino del salto in alto (2022)

2019
- 9º ai campionati ucraini (Luc'k), salto in alto - 2,10 m

2020
- Bronzo ai campionati ucraini (Luc'k), salto in alto - 2,23 m

2021
- Argento ai campionati ucraini indoor (Sumy), salto in alto - 2,28 m
- Bronzo ai campionati ucraini (Luc'k), salto in alto - 2,23 m

2022
- Oro ai campionati ucraini (Luc'k), salto in alto - 2,15 m

2023
- Bronzo ai campionati ucraini (Luc'k), salto in alto - 2,20 m

## Altre competizioni internazionali
2023
- Bronzo ai Campionati europei a squadre - Seconda divisione ( Chorzów), salto in alto - 2,24 m

2024
- Bronzo al Kamila Skolimowska Memorial ( Chorzów), salto in alto - 2,29 m
- Bronzo al Golden Gala Pietro Mennea ( Roma), salto in alto - 2,27 m
- Argento al Memorial Van Damme ( Bruxelles), salto in alto - 2,31 m =

2025
- Argento al Golden Gala Pietro Mennea ( Roma), salto in alto - 2,30 m
- Bronzo al Kamila Skolimowska Memorial ( Chorzów), salto in alto - 2,28 m